# Yuma Koishi
Yuma Koishi (Japans: 小石祐馬, Koishi Yūma; Otsu, 15 september 1993) is een Japans wielrenner.

## Carrière
In 2016 en 2017 was Koishi prof bij Nippo-Vini Fantini. In zijn eerste jaar als prof reed hij onder meer de Amstel Gold Race en de Ronde van Lombardije. In 2023 werd Koishi nationaal kampioen tijdrijden, voor Masaki Yamamoto en Yukiya Arashiro. In de Ronde van Taiwan in 2024 won Koishi de blauwe trui als beste Aziaat.

## Overwinningen
2015
 Aziatisch kampioen op de weg, Beloften
 Japans kampioen tijdrijden, Beloften
2023
 Japans kampioen tijdrijden, Elite
2024
Beste Aziaat Ronde van Taiwan
2025
Beste Aziaat Ronde van Taiwan

## Resultaten in voornaamste wedstrijden
| Jaar | Amstel Gold Race | Ronde van Lombardije |
| ---- | ---------------- | -------------------- |
| 2016 | opgave           | opgave               |

## Ploegen
- 2013 –  Colba-Superano Ham (stagiair vanaf 1 augustus)
- 2014 –  Vini Fantini Nippo
- 2015 –  CCT p/b Champion System
- 2016 –  Nippo-Vini Fantini
- 2017 –  Nippo-Vini Fantini
- 2018 –  Team UKYO
- 2019 –  Team UKYO
- 2020 –  Team UKYO
- 2021 –  Team UKYO
- 2022 –  Team UKYO
- 2023 –  JCL Team UKYO
- 2024 –  JCL Team UKYO
- 2025 –  Team UKYO[a]

De Laeter · Flahaut · V.Fobert · François · Jodts · Kremer · Lhotellerie · Mowatt · Schittecatte · Takenouchi · Tanis · Van Dorsselaer · Van De Kerkhove · Vanden Heede · Vercruyce · A.Fobert (stagiair) · Koishi (stagiair)
Džervus · Flahaut · Gadgaard · Geerts · Ghistelinck · Goovaerts · Haggerty · Koishi · Spragg · S.Tokuda · T.Tokuda · Vink · Weber · Wills · Zenovich · Verschuere (stagiair)
Arredondo · Bagioli · Berlato · Bisolti · Canola · Cunego · De Negri · Filosi · Grosu · Ito · Kobayashi · Koishi · Kuboki · Marangoni · Marini · Nakane · Santaromita · Stacchiotti · Uchima · Bou (stagiair) · Cima (stagiair) · Nishimura (stagiair)
Araque · Hatanaka · Hirai · Hiratsuka · Hucker · Koishi · Kreder · de Maar · Nakai · Prades · Pujol · S. Tokuda · T. Tokuda · Yokotsuka · Yoshioka